# Araneus pallasi
Araneus pallasi este o specie de păianjeni din genul Araneus, familia Araneidae. A fost descrisă pentru prima dată de Thorell, 1875. Conform Catalogue of Life specia Araneus pallasi nu are subspecii cunoscute.